# Giovanni de Morrovalle
Giovanni Minio da Morrovalle, O.F.M. (1250 - agosto de 1312) foi um frei e cardeal italiano, Deão do Sagrado Colégio dos Cardeais.

## Biografia
Nascido em Morrovalle, também é listado como Johannes de Murro, e seu sobrenome como de Murro, Mincius, Minus e Murovalle; Minio ou Minus pode não ser um sobrenome, mas uma corruptela que remete para a sua ordem religiosa.
Entrou na Ordem dos Frades Menores na província de Marche. Foi para Paris em 1280 para completar a sua formação teológica e em 1289, o Papa Nicolau IV promoveu-o a Magister. Foi o Ministro Provincial em Marche e Regente do Studium de Paris, de 1289 a 1290. Professor de teologia, Lector no Studium da cidade, onde a cúria papal ficou sediada em 1289. Também foi Lector da teologia do Sagrado Palácio, em 1291. Ele se tornou um renomado teólogo e assim, foi eleito como 14.º Ministro Geral da sua ordem em Anagni em 16 maio de 1296; após sua promoção ao cardinalato, o capítulo foi presidido pelo Papa Bonifácio VIII, mas ele continuou a reger a ordem, como vigário-geral até que o capítulo geral fosse celebrado em Assis em 1304.
Ele encomendou a Giotto a pintura dos murais da igreja de São Francisco de Assis em 1296, que retratam a vida do santo. Em janeiro de 1299, com o padre Niccolò Bocassini, mestre geral dos dominicanos, foi nomeado núncio para mediar a conclusão da paz entre França, Inglaterra e Flandres.
Foi criado cardeal-bispo no consistório de 15 de dezembro de 1302, recebendo a sé suburbicária de Porto e Santa Rufina. Na cúria papal, ele examinou numerosas eleições de bispos e abades. Nomeado protetor da Ordem dos Frades Menores em 18 de setembro de 1307. Foi nomeado Decano do Colégio dos Cardeais, em 1311.
Participou do Concílio de Viena em 1311-1312. Ele corajosamente defendeu a memória do Papa Bonifácio VIII contra os ataques do rei Filipe IV da França.
Morreu em agosto de 1312, em Avinhão e foi sepultado na igreja dos Franciscanos, na mesma cidade.

## Conclaves
- Conclave de 1303 - participou  da eleição do Papa Bento XI
- Conclave de 1304–1305 - participou da eleição do Papa Clemente V